# Jack Kennedy (rugbysta)
Jack Kennedy (ur. 28 stycznia 1987) – australijski rugbysta grający na pozycji filara młyna, mistrz świata U-19 z 2006 roku.

## Kariera klubowa
Wychował się na rodzinnej farmie owiec w Williamsdale, uczęszczał zaś do St Edmund's College. Z zawodu był hydraulikiem.
W 2006 roku znalazł się w składzie Brumbies na zwycięskie rozgrywki Australian Provincial Championship. Pomimo udziału w przedsezonowych meczach przygotowawczych, występach w zespole rezerw, Brumby Runners i drużynie Brumbies Academy nie dostał się do pierwszego składu, toteż w sierpniu 2008 roku przystał na dwuletni kontrakt z Reds. W barwach tego klubu w rozgrywkach Super 14 zadebiutował z ławki rezerwowych 14 marca 2009 w meczu z Sharks, natomiast jego jedyny występ w podstawowej piętnastce nastąpił 1 maja 2010 roku przeciwko Brumbies. Był to jednocześnie ostatni mecz zawodnika w tych rozgrywkach, a w ciągu dwóch sezonów zagrał w ośmiu spotkaniach nie zdobywając punktów, prócz tego brał udział w przedsezonowych meczach przygotowawczych, meczach rezerw i europejskim tournée Reds.
W 2007 roku został przydzielony do drużyny Canberra Vikings startującej w jedynym rozegranym sezonie Australian Rugby Championship, dla której wystąpił w czterech spotkaniach.
Związany był również ze stołecznymi klubami Queanbeyan Whites i Tuggeranong Vikings, a podczas gry w Reds z Souths z Brisbane.

## Kariera reprezentacyjna
Był stypendystą ogólnokrajowego programu National Talent Squad oraz Australian Institute of Sport.
W 2004 roku otrzymał powołanie do kadry Australian Schoolboys. W 2005 roku uczestniczył w zgrupowaniu, a następnie wraz z kadrą U-19 poleciał na odbywające się w Południowej Afryce mistrzostwa świata w tej kategorii wiekowej. Wystąpił z ławki rezerwowych w czterech z pięciu spotkań zakończonego brązowym medalem turnieju. W kolejnej edycji rozegranej w kwietniu 2006 roku w Dubaju Australijczycy okazali się bezkonkurencyjni, a Kennedy ponownie zagrał w czterech z pięciu spotkań nie zdobywając punktów. Miesiąc później otrzymał powołanie do reprezentacji U-21 na czerwcowe mistrzostwa świata we Francji. W tych zawodach wystąpił w dwóch z pięciu spotkań, a młodzi Australijczycy w meczu o brązowy medal ulegli Nowozelandczykom.